# Teofil Lenartowicz
Pour les articles homonymes, voir Lenartowicz.
Teofil Aleksander Lenartowicz, armoiries Pobóg né le 27 février 1822 à Varsovie et mort le 3 février 1893 à Florence, est un sculpteur et poète romantique polonais, surnommé le chantre de Mazovie. Militant pour l'indépendance de la Pologne, membre d'honneur du Musée polonais de Rapperswil.

## Biographie
Le père de Teofil Lenartowicz, maître-maçon et un ancien officier de Tadeusz Kościuszko décéda alors que Teofil était encore jeune enfant. Il passa sa jeunesse à Rawa Mazowiecka, puis à Varsovie où il se lia, au début des années 1840, avec la jeunesse patriotique de gauche de la capitale et avec le milieu de femmes émancipées rassemblées atour de Narcyza Żmichowska. À cette époque, il co-rédigea le journal Dzwon Literacki, publia ses premiers poèmes.
Lenartowicz se passionnait pour le folklore de sa région de Mazovie et il partageait cette fascination avec : l'ethnographe Oskar Kolberg, le poète Cyprian Kamil Norwid, le peintre Wojciech Gerson et le compositeur Ignacy Komorowski, avec lesquels il se rendait dans les villages et les manoirs situés entre la Vistule et le Bug pour étudier et décrire la culture populaire de cette région. Son amitié avec Norwid, à qui Lenartowicz rendait souvent visite à sa maison familiale de Głuchy, dura de nombreuses années.
Les expéditions ethnographiques des jeunes de Varsovie étaient probablement liées avec des activités de conspiration antitsariste car le groupe pris fin en 1843 avec une série d'arrestations. Menacé de détention, Lenartowicz se réfugia alors à Poznań, alors sous l'occupation prussienne. Là bas, il prit contact avec des militants de gauche qui participèrent plus tard au soulèvement de la Grande Pologne de 1848 : Adolf Malczewski, Władysław Euzebiusz Kosiński et Jędrzej Moraczewski. Il se rapprocha également du journal Tygodnik Literacki, devenu une tribune de la pensée démocratique et des aspirations polonaises à l'indépendance, auquel collaborèrent, entre autres, Karol Libelt, Henryk Kamieński et Edward Dembowski.
Après quelques mois, Lenartowicz revint à Varsovie et repris son travail dans le système judiciaire où, depuis 1840, il occupait un poste de greffier à la Cour suprême, puis de sous-secrétaire à la Commission gouvernementale de justice du Royaume de Pologne. À cette époque, grâce à Kornel Ujejski, il noua des contacts avec les milieux démocratiques, littéraires et scientifiques de Lwów et y publia sa poésie.
Lenartowicz s'engagea dans le soulèvement de 1848 et pour cette raison il dut s'exiler d'abord en Grande-Pologne, puis à Dresde. Le poète resta fidèle aux idées du Printemps des Peuples toute sa vie. 
En 1852, il s'installa d'abord à Paris où il revit Norwid, passa quelque temps avec Bohdan Zaleski à Fontainebleau, et rencontra Adam Mickiewicz qui le encouragea à poursuivre son oeuvre lyrique. En 1855, il publia le recueil de poésie Lirenka (Petite Lyre) ainsi que des poèmes Enchantement (Zachwycenie) et La Bénie (Błogosławiona) qui lui acquirent aussitôt la célébrité et gagnèrent une place durable au panthéon des poètes du romantisme polonais. Profondément inspirés par l'art populaire, sans pour autant l'imiter, ces poèmes, à la mélodie simple et gracieuse quelque peu nostalgique, idéalisent la région chérie de l'enfance de Lenartowicz.
En 1856, Lenartowicz partit pour l'Italie où, après un séjour à Rome, il se fixa finalement à partir de 1860 à Florence. En 1861, il épousa la peintre Zofia Szymanowska, demi-sœur de Celina, l'épouse d'Adam Mickiewicz. La vie d'un couple d'artistes à Florence fut une dure lutte contre la pauvreté et la maladie. Leur fils unique Jan y  décéda rapidement. Espérant que la réalisation des commandes de tableaux améliorerait leur situation, Zofia se rendit en Grande-Pologne où elle décéda en 1870. La mort de son fils et de sa femme plongea l'artiste dans une depression, aggravée par un accueil défavorable de ses œuvres créées à l'époque romaine par les critiques polonais issus de l'émigration. 

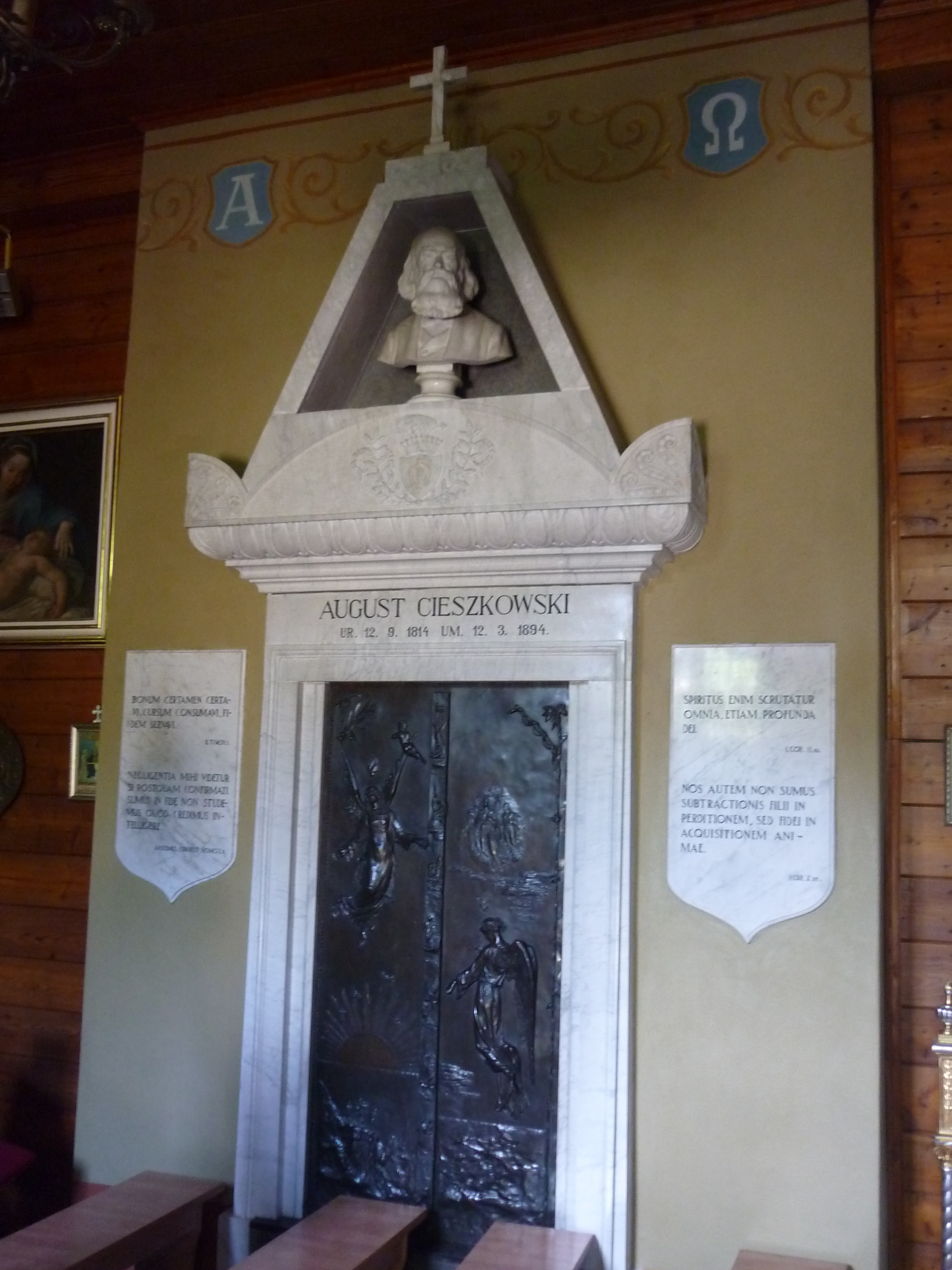
La version légèrement différente de la version florentine de la Porte du tombeau (coulée en 1872) dans la partie centrale du tombeau d'August Cieszkowski dans l'église paroissiale de Wierzenica près de Poznań

C'est à cause de la déception causée par le manque de succès de ses œuvres que Lenartowicz se lança dans la sculpture. Il commença à l'étudier en 1860 d'abord avec Henryk Stattler à Rome, puis avec Enrico Pazzi à Florence. Cependant, il était principalement autodidacte grandement l'influencé par la Renaissance italienne et des sculptures maniéristes. Sa Porte du tombeau pour la tombe de Zofia Cieszkowska à la Basilique Santa Croce de Florence, inspirée de la Porte du Paradis de Lorenz Ghiberti, est la plus notable sculpture de Lenartowicz.
En Pologne, la poésie de Lenartowicz publiée à Varsovie en 1858 fut accueillie avec enthousiasme, notamment par Józef Ignacy Kraszewski, ce qui initia une amitié durable entre les deux artistes. 
De son exil italien, Lenartowicz réagit aux manifestations patriotiques à Varsovie en 1861 et au soulèvement en 1863 avec des poèmes engagés. C'est seulement en 1875 qu'il se rendit en Pologne où il séjourna quelque temps à Cracovie. Malgré l'accueil solennel que l'on lui avait réservé, il jugea durement le conservatisme des élites locales.
Dans les années 1879-1883, Lenartowicz donnait des conférences, très appréciées du public, sur l'histoire de la littérature slave à l'Université de Bologne, pour lesquelles il obtint le titre de professeur de cette université et l'Ordre de la Couronne italienne.
À partir de 1888 jusqu'à sa mort en 1893, Lenartowicz était membre honoraire de la Société des amis des sciences de Poznań. 
Le corps du poète fut rapatrié en Pologne puis enterré dans la crypte de l'Église à Skałka à Cracovie où reposent les grands artisans de la culture polonaise

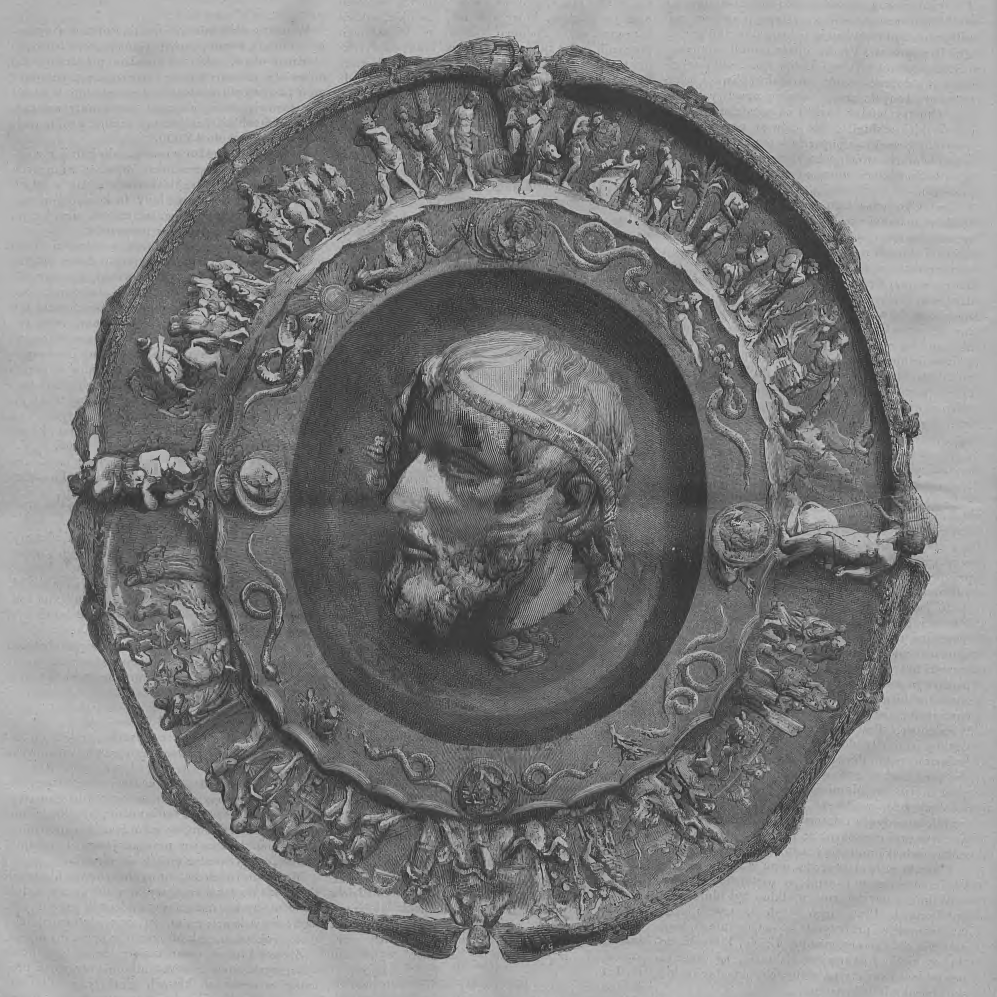
La tête de Jean Baptiste par Leonartowicz

## Œuvre littéraire
- "Polska ziemia w obrazach" (1848-1850).
- "Lirenka" (La Petite Lyre, 1855).
- "Zachwycenie" (Enchantement, 1855).
- "Nowa lirenka" (Nouvelle petite lyre, 1859).
- "Bitwa racławicka" (Bataille de Racławice, 1859).
- "Piosenki wiejskie dla ochronek" (1861).
- "Poezje" (1863).
- "Opowiadania mazowieckiego lirnika" (1865).
- "Album włoskie" (Album italien, 1870).
- "Ze starych zbroic" (Vieilles Armures, 1870).
- "Rytmy narodowe" (1871).
- "Echa nadwiślańskie" (1872).
- "Wybór poezyj" (1876).
- "Sul carattere della poesia polono-slava" (1886).